# Leșnikovo, Haskovo
Leșnikovo (în bulgară Лешниково) este un sat în comuna Harmanli, regiunea Haskovo,  Bulgaria. 

## Geografie
Satul Leșnikovo este situat la 16 km sud de orașul Harmanli, în faleza extremă a Rodopiților Răsăriteni. Satul a fost în Bulgaria din 1885 cu numele vechi Pandalki / Fandikli, dar în 1906 a fost redenumit la Leșnikovo prin Decretul 462 din 21 decembrie.
Prin pământ trece râul Bisserska, care deasupra satului este împărțit în râul mare, provenind din Slavyanovo și altul care vine din satul Oreshets. Pe de o parte există păduri de stejar care creează un climat bun.

## Demografie
Componența etnică a satului Leșnikovo
     Bulgari (100%)
     Nicio identificare (0%)
     Altele (0%)
La recensământul din 2011, populația satului Leșnikovo era de 110 locuitori. Din punct de vedere etnic, toți locuitorii erau bulgari.